# Manfred Schwabl
Manfred Schwabl (Holzkirchen, 18 aprile 1966) è un ex calciatore tedesco, di ruolo centrocampista.

## Carriera
Ha esordito in Nazionale nel 1987, giocando 2 partite, chiudendo l'esperienza con altre 2 partite l'anno successivo.

## Palmarès
- Campionato tedesco: 3

Bayern Monaco: 1984-1985, 1985-1986, 1989-1990
- Coppa di Germania: 1

Bayern Monaco: 1985-1986